# Sidney Colvin

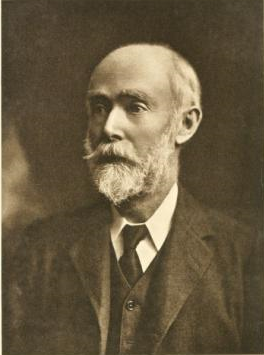
Sir Sidney Colvin, um 1922

Sir Sidney Colvin (* 18. Juni 1845 in Norwood, Surrey; † 11. Mai 1927 in Kensington) war ein englischer Literatur- und Kunstkritiker.

## Leben und Werk
Nachdem Colvin ein Studium am Trinity College, Cambridge absolviert hatte,  wurde er dort im Jahr 1868 Dozent. 1873 wurde er Slade Professor of Fine Art und im nächsten Jahr zum Direktor des Fitzwilliam Museums berufen. 
Im Jahr 1884 zog Colvin nach London und arbeitete dort am British Museum. Seine Hauptveröffentlichungen behandeln Biografien über Landor (1881) und Keats (1887) in der „English Men of Letters series“, ferner die „Edinburgh Edition“ von Robert Louis Stevensons Werk, die Herausgabe der Briefe von Keats (1887) und die Vailima Letters (1899), Briefe, die Stevenson ihm geschrieben hatte; es folgten A Florentine Picture-Chronicle (1898) und Early History of Engraving in England (1905).
Sowohl in den Bereichen der Kunst als auch in der Literatur machten Colvins profunde Kenntnisse ihn über seine eigenen Veröffentlichungen hinaus sehr bekannt. Im Jahr 1911 wurde Colvin zum Knight Bachelor („Sir“) geschlagen.
Seit 1901 war er assoziiertes Mitglied der Académie royale des Sciences, des Lettres et des Beaux-Arts de Belgique.